# Alberola
Alberola és un nucli de població pertanyent al municipi d'Os de Balaguer, a la Noguera, situat a 661 m d'alçada.
La majoria de la població es dedica a l'agricultura. El cens del 2019 donà una població de 11 habitants.
Fundat a l'edat mitjana pel trasllat del veí Vilot d'Alberola (d'origen andalusí, situat estratègicament, però de forma poc pràctica, en el cim d'un turó. Al segle xix, Alberola fou agregat al poble de Tragó de Noguera. En ser dissolt aquest el 1964, els veïns optaren per integrar-se al municipi d'Os de Balaguer.
A la rodalia s'hi troba la presa i la central hidroelèctrica de Canelles, així com gran part del seu embassament i del de Santa Anna. A la carretera a Os es troba el poblet de Tartareu, que pertany al municipi de Les Avellanes i Santa Linya.